# Abenachi
Gli Abenachi (o Abnaki, Wabanaki, Waponahki) sono una tribù di nativi americani appartenente alle Prime nazioni e al ceppo linguistico degli Algonchini.
Attualmente vivono nel territorio statunitense del New England, e nei territori canadesi del Québec e delle Province marittime.
Questi territori, nel linguaggio algonchino orientale, sono chiamati Wabanaki, ossia Terra dell'Alba. Gli Abenachi fanno parte della Confederazione Wabanaki.
La denominazione Abenachi è una classificazione di tipo geografico poiché, storicamente, questa tribù non ha mai avuto un'autorità centrale dominante, ma era divisa in piccole bande che condividevano tra loro molti aspetti culturali.

## Origine del nome
Gli Abenachi si autodefiscono Alnôbak, ossia "Il vero popolo", o più semplicemente Alnanbal, vale a dire "uomini". In più, se messi a confronto con tribù algonchine, usano il termine Wuôbanok, cioè "orientali". Altri nomi in uso sono Abenaki e Abnaki. Entrambe queste forme derivano dal nome della Confederazione Wabanaki, dove venivano chiamati Wôbanakiak, "popolo della Terra dell'Alba", in riferimento alla loro zona di origine. La storica Confederazione Abnaki era composta dai popoli Norridgewock (o Kennebec), Penobscot, Passamaquoddy, Maliseet, estendendo il proprio territorio sul Maine, sul Nuovo Brunswick meridionale e su parte del Québec sud-occidentale (Estrie e dintorni). Spesso il termine viene usato per indicare indistintamente le varie tribù di lingua algonchina della zona, ossia:
- Abenachi occidentali
- Abenachi orientali
- Maliseet (o Wolastoqiyik)
- Passamaquoddy (o Peskotomuhkati)
- Mi'kmaq

## Suddivisione
Storicamente, gli etnologi hanno suddiviso gli Abenachi in occidentali e orientali. A loro volta, questi due gruppi sono così suddivisi:

### Abenachi occidentali
- Amoskeay
- Cocheco
- Cowasuc
- Koasek, o Coos
- Masipskwoik, conosciuti anche come Missiquoi o Sokoki
- Nashua, o Nashaway
- Ossipee
- Pemigewasset
- Pennacook
- Pequawket
- Piscataqua
- Souhegan
- Winnibisauga

### Abenachi orientali
- Amaseconti
- Alessikantekw, o Androscoggin
- Kinipekw, o Kennebec
- Odanak
- Ossipee
- Panawahpskek, o Penobscot; ora considerati come tribù separata
- Apikwahki
- Rocameca
- Wawinak
- Wôlinak

A causa dell'uso errato del termine Abenachi, confuso con Wabanaki, tutti i gruppi di Abenachi sono considerati Wabenaki occidentali insieme ai Penobscot, mentre i Mi'kmaq, i Maliseet e i Passamaquoddy sono descritti come Wabenaki orientali.

## Territorio
Il territorio degli Abenachi, da loro indicato come Ndakinna (la nostra terra), comprendeva la gran parte del New England, il Québec meridionale, e le province marittime meridionali. Le popolazioni degli Abenachi orientali erano concentrate in alcune zone del Maine, a est delle Montagne Bianche del New Hampshire. Il gruppo degli occidentali invece viveva nella valle del fiume Connecticut, nel territorio degli attuali Vermont, New Hampshire e Massachusetts. I Missiquoi vivevano sulla riva orientale del Lago Champlain. I Pennacook erano stanziati lungo il fiume Merrimack, nella parte sud del New Hampshire, mentre gli Abenachi marittimi vivevano tra le valli dei fiumi Saint Croix e Wolastoq (attualmente conosciuto come Saint John), presso il confine tra Maine e Nuovo Brunswick.
L'insediamento degli inglesi nel New England, e le frequenti guerre, provocarono la migrazione di molti Abenachi verso il Québec, dove si stabilirono tra il 1676 e il 1680, per l'esattezza nella zona di Sillery, sulle rive del fiume La Chaudière, vicino alle cascate, dove rimasero per circa vent'anni. Spostamenti successivi portarono gli Abenachi a stabilirsi nelle zone di Odanak e Wôlinak all'inizio del XVIII secolo; attualmente queste due comunità fanno parte rispettivamente delle città di Saint-François-du-Lac e di Bécancour, sulla riva sud del San Lorenzo. Queste due comunità prosperarono, al punto che la popolazione, dentro e fuori dalla riserva, è raddoppiata nel periodo dal 2000 al 2011, raggiungendo la cifra di 2101 persone. Di questi, circa 400 sono rimasti nelle due riserve, che ricoprono un'area inferiore a 7 chilometri quadrati; il resto vive in città e villaggi in Canada e Stati Uniti. Altre tre riserve Abenachi sono localizzate nel Maine settentrionale, e altre tribù algonchine vivono nelle vicinanze.
Durante le guerre anglo-francesi, gli Abenachi si allearono con la Francia. Un aneddoto risalente a quei conflitti narra la storia di Nescambuit (recte: Assacumbuit), un capo guerriero che ricevette il titolo di cavaliere dopo aver ucciso più di 140 nemici di re Luigi XIV.
Il minerale abenakiite-(Ce) è stato così denominato perché il primo esemplare è stato rinvenuto nei pressi Mont-Saint-Hilaire, nella zona abitata da questa popolazione.

## Economia
All'epoca del contatto con gli europei, questa tribù praticava un'economia di sussistenza, basata sulla caccia, la pesca, la cattura di animali selvatici, la raccolta di bacche e la coltivazione di mais, fagioli, zucche, e tabacco. Sin dalla fine del '600 si dedicarono anche alla produzione di patate, probabilmente importate da coloni irlandesi o iberici. Producevano anche canestri, usati per la raccolta delle bacche, e sciroppo d'acero. La fabbricazione di cesti è ancora oggi considerata un'attività tradizionale per la tribù. Il commercio con gli insediamenti bianchi (soprattutto gli alleati francesi) fu molto importante dalla fine del '600, e riguardava soprattutto pellicce e generi alimentari (secondariamente tabacco), in cambio di oggetti in metallo, armi, alcolici, e merci di "lusso" come specchi, gioielleria, ornamenti. Importante fu anche il contributo (sovente ben pagato) dei guerrieri Abenachi (e Mik Mak) nell'esercito francese, soprattutto nelle prime tre guerre franco-indiane contro i coloni e gli insediamenti inglesi, in cui oltre ai pagamenti francesi le tribù si arricchirono con il saccheggio degli insediamenti inglesi più isolati (soprattutto nel Maine).
In epoca moderna, lo sviluppo di progetti turistici ha consentito agli Abenachi di avere un'economia moderna e conservare contemporaneamente cultura e tradizioni. Per esempio, a partire dal 1960, la Odanak Historical Society gestisce il primo grande museo del Québec dedicato ai nativi americani. Questo museo accoglie più di 5000 visitatori all'anno. Inoltre, il lavoro di conservazione e divulgazione della cultura Abenachi è portato avanti, tra gli altri, dalla documentarista Alanis Obomsawin, appartenente al National Film Board of Canada.
Oltre al turismo, gli Abenachi sono ben introdotti anche nella realtà industriale: ad esempio, la General Fiberglass Engineering, attiva nella zona di Wôlinak, realizza vendite superiori ai 3 milioni di dollari canadesi all'anno. Nella zona di Odanak, le aziende gestite da Abenachi sono attive soprattutto nel campo della logistica.

## Miti e leggende
Wuchowsen è un gigantesco spirito di uccello immortale le cui ali fanno il vento.  Anche se Wuchowsen è di dimensioni mostruose e il vento che crea può essere mortale, non viene trattato come un mostro nelle leggende del Wabanaki, ma piuttosto come una forza naturale del mondo che deve essere rispettata. Nella maggior parte delle leggende, o Glooskap o un eroe mortale tenta di impedire alle ali di Wuchowsen di sbattere le ali, solo per scoprire che il mondo non può sopravvivere senza vento; Wuchowsen è ripristinato al potere, ma è persuaso a moderare il vento che crea o costretto a farlo avendo una delle sue ali legate o spezzate. La leggenda è conosciuta anche come la leggenda dell'aquila dei venti (Wind Eagle).